# Carlton-on-Trent
Carlton-on-Trent – wieś w Anglii, w hrabstwie Nottinghamshire, w dystrykcie Newark and Sherwood. Leży 33 km na północny wschód od miasta Nottingham i 190 km na północ od Londynu. W 2001 miejscowość liczyła 228 mieszkańców.